# Lockdown mit Hindernissen
Lockdown mit Hindernissen (Originaltitel The End of Us) ist eine Romcom von Steven Kanter und Henry Loevner, die im März 2021 beim South by Southwest Film Festival ihre Premiere feierte.

## Handlung
Eigentlich hatten sich Nick und Leah getrennt. Er sieht gut aus, bekommt als Schauspieler aber seit Jahren keinen Job und spielt mit dem Gedanken, das Drehbuch für eine Filmbiografie über Albert Einstein zu schreiben. Sie hingegen arbeitet richtig, verdient ganz gut und hat es die ganze Zeit geschafft, die mangelnde Motivation und Disziplin ihres Freundes zu ertragen. Ihre Trennung war eigentlich längst überfällig.
Als bekannt wird, dass Tom Hanks an COVID-19 erkrankt ist und der Bundesstaat Kalifornien verfügt, dass die Menschen nunmehr zu Hause bleiben müssen, müssen sie sich noch ein wenig zusammenraufen. Sie verbringen nun die Tage miteinander und haben so gut wie keinen Kontakt zur Außenwelt. Sie schauen Tiger King im Fernsehen, sie streiten, und sie haben Sex, ohne wirklich zu wissen, wann diese Situation endet.

## Produktion
Regie führten Steven Kanter und Henry Loevner.
Die Weltpremiere der Covid-Romcom erfolgte am 16. März 2021 beim South by Southwest Film Festival. In Deutschland wurde Lockdown mit Hindernissen am 26. November 2021 von Splendid auf DVD und Blu-ray veröffentlicht.

## Rezeption

### Kritiken
Der Film stieß auf die Zustimmung von 64 Prozent aller Kritiker bei Rotten Tomatoes.

### Auszeichnungen
South by Southwest Film Festival 2021
- Nominierung im Narrative Feature Competition (Steven Kanter und Henry Loevner)[6]